# 효원황후 (전한)
효원황후 왕정군(孝元皇后 王政君, 기원전 71년 ~ 기원후 13년)은 중국 한나라 황제 한 원제 유석(漢 元帝 劉奭)의 황후로, 한 성제 유오(漢 成帝 劉驁)의 어머니이다. 원후(元后), 효원황태후(孝元皇太后), 효원태황태후(孝元太皇太后)로 부르기도 한다. 한나라를 찬탈한 왕망의 고모이다.

## 생애

### 황후가 되다
위군 원성현(魏郡 元城縣)의 출신으로, 입궁을 해 가인자가 되었고, 이후 태자비로 선발되었고 당시 황태자인 한원제 유석의 아들 성제를 낳아, 원제의 정실이 된 후, 한선제의 사망으로, 아들인 유석이 제위를 이어받았고, 태자비 왕정군은 황후으로 책봉되었다. 왕정군이 황후가 되었지만 사실 원제는 소의 부씨에게 황후의 봉관을 주고싶어했다. 그 이유는 원제가 부씨를 더 총애하고, 부씨는 사람의 마음을 잘 헤아렸기 때문인데, 원제는 왕씨를 첩여로 책봉했다가 4일 후 에야 왕씨를 황후에 책봉하였다.
그러나, 한 성제가 태어난 이야기가 전해지고 있다. 당시 총애하는 애첩 양제 사마씨가 일찍 죽었던 유석은 그 충격으로 여인들을 멀리 하였다. 이 때, 유석이 후사가 없었고, 평소에 아들의 무기력한 행동에 싫어한 한 선제는 이 일로 빌미로 유석을 태자 자리에 폐위를 염두에 두기 시작하였다. 한 선제의 마음을 알아챈 계모(한 원제의 생모인 허황후는 일찍 사망하였다.)인 왕황후(효원왕후 왕정군과 같은 성씨를 가진 인물.) 및 유석의 측근은 그에게 아이를 둘 것을 요구하였고 부득이 하게 유석이 처소에 부른 여인이 왕정군이었다. 한 번의 관계로 왕정군은 한 성제 유오를 임신하였고, 후에 출산하였다. 한 선제는 손자가 태어난 것을 기쁘게 생각하였고, 자신이 손자 유오를 키우기로 결정하였다. 유오가 태어난 뒤 유석이 태자 지위를 유지하였고, 이후 유석이 왕정군에게 사랑을 주지 않았다.

### 황태후가 되다
기원전 33년에 한 원제가 사망하고, 그의 아들인 한 성제가 즉위하였고, 왕정군은 황태후가 되었다. 그때부터 그녀의 형제와 친척들이 정치에 관여하게 되었고, 왕씨 일족은 한나라의 조정을 장악하였다. 단지, 그녀의 조카 왕망이 조정에 들어가 전횡을 일삼은 것은 후에 일어난 일이다.
기원전 7년 한 성제가 급사하자, 한 원제가 후궁 부씨에 사이에 낳은 아들 정도공왕 유강(定陶恭王 劉康)의 아들 애제 유흔(漢哀帝 劉欣)이 즉위하자, 애제의 조모 부씨(傅氏)와 어머니 정씨(丁氏)의 친척들이 정치에 관여하게 되어, 왕씨 가문은 권력이 약해졌고, 태황태후가 된 왕정군도 영향력을 약하게 되었다.

### 왕망의 대두
기원전 1년 한 애제가 급사하고, 한 평제(漢平帝)가 즉위하면서, 왕정군은 이 기회를 타서 태황태후의 지위를 이용하여, 한 애제의 외척 및 측근 세력을 배제하여, 조카 왕망을 대사마에 임명하였고, 정치를 보좌를 명했다. 그러나, 왕망은 찬탈에 꿈을 강하게 먹고, 태황태후 왕정군에게 후원을 받는 이유로 조정의 권력 장악을 도모하게 된다. 왕정군 자신은 왕망이 찬탈을 꿈구는 중에도 반대로 오히려 한나라 황실의 외척으로서 왕씨가 권력을 과하게 하지 않게 하였다. 왕망을 제후로 임명하려고 하는 움직임에 조용하게 반대를 하는 입장을 취하였다.
5년 조카 왕망과 대립한 결과, 한 평제가 독살되어 유영(劉嬰)을 황제로 옹립 되어 왕망이 주나라의 성왕(成王)과 주공 단(周公旦)의 고사에 모방하여, 가황제(仮皇帝)를 자칭하자, 당시에 전국 옥새를 보관하고 있던 황태후 왕정군에게 전국옥새를 자신에게 인도하도록 요구했을 때, 왕정군은 격노하였고, 왕망의 사자인 왕순(王舜)을 잡고, 왕망에게 비난을 말하고, 왕정군은 옥새를 왕순을 향해서 내던지고 쓰러져 울었다고 한다. 덧붙여서, 이 때 떨어진 옥새는 일부가 훼손되었다고 한다.
왕망이 황제로 즉위하였고, 왕정군은 신실문모태황태후(新室文母太皇太后)의 칭호를 받았으며 그녀가 지낼 거주지를 마련하였다. 그리고, 그녀가 거주한 곳은 한 때의 한 원제의 종묘를 철거하여 새로 축조한 궁전이었다. 거기서 효원황후 왕정군을 위로하는 연회가 열렸지만, "이렇게 되어 어째서 연회를 즐길 수 있을까?"라고 말하며, 연회를 즐기지 않았다고 한다.

## 가족 관계
- 모친 : 이씨
- 오빠 : 왕봉
  - 조카 : 왕망
- 이복언니 : 왕군협
  - 조카 : 순우장

- 남편 : 한 원제
  - 아들 : 한 성제
  - 딸 : 양아공주